# Скраглівська сільська рада
Скраглівська сільська рада — колишня адміністративно-територіальна одиниця та орган місцевого самоврядування у Махнівському (Бердичівському), Бердичівському районах і Бердичівській міській раді Бердичівської округи, Вінницької й Житомирської областей Української РСР та України з адміністративним центром у с. Скраглівка.

## Населені пункти
Сільській раді були підпорядковані населені пункти:
- с. Скраглівка
- с. Підгородне

## Населення
Відповідно до перепису населення СРСР, станом на 17 грудня 1926 року, чисельність населення ради становила 2 378 осіб, з них, за статтю: чоловіків — 1 137, жінок — 1 241, етнічний склад: українців — 2 324, євреїв — 5, поляків — 49. Кількість господарств — 518.
Відповідно до результатів перепису населення СРСР, кількість населення ради станом на 12 січня 1989 року становила 1 880 осіб.
Станом на 5 грудня 2001 року, відповідно до перепису населення України, кількість мешканців сільської ради становила 1 624 особи.

### Мова
Розподіл населення за рідною мовою за даними перепису 2001 року:
| Мова       | Відсоток |
| ---------- | -------- |
| українська | 99,01 %  |
| російська  | 0,92 %   |
| молдовська | 0,06 %   |

## Склад ради
Рада складалася з 16 депутатів та голови.

### Керівний склад сільської ради
| ПІБ                        | Основні відомості                                                               | Дата обрання | Дата звільнення   |
| -------------------------- | ------------------------------------------------------------------------------- | ------------ | ----------------- |
| Орлюк Петро Оксентійович   | Сільський голова, 1950 року народження, освіта вища, безпартійний               | 26.03.2006   | 31.10.2010        |
| Орлюк Петро Оксентійович   | Сільський голова, 1950 року народження, освіта вища, безпартійний               | 31.10.2010   | квітень 2016 року |
| Рубан Олександр Васильович | Сільський голова, 1965 року народження, освіта середня спеціальна, безпартійний | 29.03.2015   | 01.11.2020        |

Примітка: таблиця складена за даними джерела

## Історія
Створена в 1923 році в складі с. Скраглівка та хутора Біленького Бистрицької волості Бердичівського повіту Київської губернії. На 1 жовтня 1941 року х. Біленського не перебував на обліку населених пунктів.
Станом на 1 вересня 1946 року сільська рада входила до складу Бердичівського району Житомирської області, на обліку в раді перебувало с. Скраглівка.
11 серпня 1954 року, відповідно до указу Президії Верховної ради Української РСР «Про укрупнення сільських рад по Житомирській області», підпорядковано с. Підгородне ліквідованої Підгороднянської сільської ради Бердичівського району.
На 1 січня 1972 року сільська рада входила до складу Бердичівського району Житомирської області, на обліку в раді перебували села Підгородне та Скраглівка.
Виключена з облікових даних 17 липня 2020 року. Територію та населені пункти ради, відповідно до розпорядження Кабінету Міністрів України № 711-р від 12 червня 2020 року «Про визначення адміністративних центрів та затвердження територій територіальних громад Житомирської області», включено до складу Бердичівської міської територіальної громади Бердичівського району Житомирської області.
Входила до складу Махнівського (Бердичівського, 7.03.1923 р.), Бердичівського (17.06.1925 р., 28.06.1939 р.) районів та Бердичівської міської ради (15.09.1930 р.).